# Tobias Exxel
Tobias "Eggi" Exxel (27 de febrero de 1973) es un músico alemán, reconocido por ser el actual bajista de la banda de power metal Edguy. Tobias ingresó en la banda en 1998 cuando el cantante Tobias Sammet, que había tocado el bajo mediante los teclados desde 1992, decidió que la agrupación debía tener un bajista en propiedad.
Tobias había tocado el bajo y la guitarra en la banda Squealer. Entre 2000 y 2005 fundó un proyecto paralelo titulado Taraxacum. Acto seguido formó la banda Everleaf. Durante el festival Wacken Open Air del 7 de agosto de 2010, Tobias abandonó el escenario brevemente para recibir una llamada relacionada con su nueva familia. El 13 de agosto de 2010, la novia de Tobias dio a luz a su primer hijo, Julian. Markus Grosskopf, bajista de Helloween, reemplazó a Tobias hasta su regreso.

## Discografía

### Edguy
- 1999 -	Theater of Salvation
- 2001 -	Mandrake
- 2004 -	HellFire Club
- 2006 -	Rocket Ride
- 2008 -	Tinnitus Sanctus
- 2011 -	Age of the Joker
- 2014 -	Space Police: Defenders of the Crown

### Squealer
- 1995 - Wrong Time, Wrong Place?
- 1999 - The Prophecy

### Taraxacum
- 2001 - Spirit of Freedom
- 2003 - Rainmaker

### Bassinvaders
- 2008 - Hellbassbeaters

### Krypteria
- 2011 - All Beauty Must Die